# Sean Young
Sean Young, född Mary Sean Young den 20 november 1959 i Louisville i Kentucky, är en amerikansk skådespelare.
Sean Young var först modell och dansare i New York. Hon filmdebuterade 1980 i Jane Austen in Manhattan, men fick sitt stora genombrott i rollen som den bildsköna androiden Rachael i Blade Runner (1982).

## Filmografi (urval)
- 1981 – Lumparkompisar
- 1982 – Blade Runner
- 1982 – Titta vi opererar
- 1984 – Dune
- 1985 – Baby - Djungelns hemlighet
- 1987 – Ingen utväg
- 1987 – Wall Street
- 1988 – The Boost
- 1989 – Cousins
- 1990 – Fire Birds
- 1991 – En kyss före döden
- 1992 – Trubbelmakarna
- 1992 – Blue Ice
- 1993 – Even Cowgirls Get the Blues
- 1993 – Fatal Instinct
- 1994 – Den galopperande detektiven
- 1995 – Dr. Jekyll and Ms. Hyde
- 2000 – Poor White Trash
- 2001 – Sugar & Spice
- 2001 – Mockingbird Don't Sing
- 2004 – A Killer Within
- 2005 – Headspace
- 2007 – Jesse Stone: Sea Change (TV-film)
- 2008 – Parasomnia
- 2010–2011 – Makt och begär (TV-serie) (45 avsnitt)
- 2013 – Jug Face